# Nortriptyline
La nortriptyline est un antidépresseur tricyclique également labellisé sous les noms de Sensoval, Pamelor, Norpress, Allegron, Noritren, Nortrilen et « Aventyl » (au Canada). Il est utilisé comme traitement pour soigner la dépression majeure et l'énurésie nocturne chez l'enfant. Il est souvent utilisé comme traitement pour le syndrome de fatigue chronique, la douleur chronique et les maux de tête.

## Historique
La molécule a été testée dans un premier temps comme antiarythmique.

## Dosage
Pour la dépression : de petites doses doivent être prises au début du traitement, jusqu'à 75–100 mg (0–50 mg pour les adolescents et personnes âgées). Le dosage quotidien maximum est de 150 mg.
Pour l'énurésie nocturne : de plus petits dosages sont utilisés durant le traitement, en plus d'un sevrage médicamenteux progressif.
Pour les céphalées et les douleurs chroniques, le dosage est habituellement de 10 à 25 mg.

## Effets secondaires
Les effets secondaires habituels incluent bouche sèche, constipation et diminution de l'appétit. Un effet secondaire, trouble de la conduction cardiaque lent ou rapide, peut également apparaître, avec un risque de mort subite, probablement en inhibant le canal sodique cardiaque en association avec d'autres facteurs, génétiques ou non.
L'alcool pourrait empirer ses effets secondaires et est à éviter.